# Komitees zur Verteidigung der Republik
| Komitees zur Verteidigung der Republik | Komitees zur Verteidigung der Republik    |
| Basisdaten                             | Basisdaten                                |
| -------------------------------------- | ----------------------------------------- |
| Typ der Vereinigung                    | gemeinnütziger Verein                     |
| Ideologie                              | Unabhängigkeitsbefürworter                |
| Politische Ausrichtung                 | Transversal                               |
| Herkunft                               | Spanien                                   |
| Geschichte                             |                                           |
| Ehemaliger Name                        | Komitees zur Verteidigung des Referendums |
| Gründung                               | September 2017 in Katalonien              |
| Mitglieder                             | 255 lokale CDRs                           |

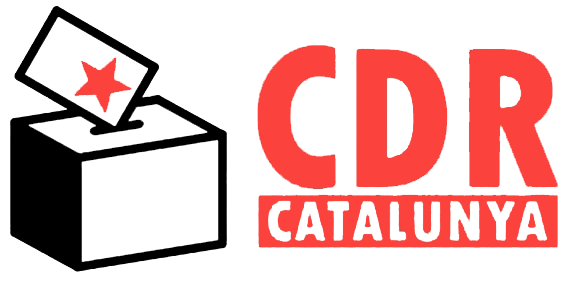

Die Komitees zur Verteidigung der Republik (aus dem katalanischen Comitès de Defensa de la República, abgekürzt mit den Initialen CDR), auch „Bezirks-Verteidigungskomités“ genannt, vormals Komitees zur Verteidigung des Referendums, sind Zusammenschlüsse von Gruppen auf lokaler, Bezirks- bzw. Landesebene, die im September 2017 in Katalonien in erster Linie gegründet wurden, um das am 1. Oktober 2017 stattfindende Unabhängigkeitsreferendum zu verteidigen und später die am 27. Oktober ausgerufene katalanische Republik. Diese Zusammenschlüsse bestehen weitestgehend aus Mitgliedern von politischen Parteien, Unabhängigkeitsorganisationen und privaten Personen, die ein unabhängiges Katalonien befürworten, dieses Ziel aktiv unterstützen und „Dorf für Dorf und Bezirk für Bezirk“ verteidigen wollen.

## Geschichte und Hintergrund
Die CDR entstanden im September 2017 als Gruppen von Freiwilligen aus diversen Unabhängigkeits-Vereinigungen mit dem anfänglichen Ziel, die Durchführung des Referendums über die Unabhängigkeit am 1. Oktober (1-O) zu gewährleisten, das vom spanischen Verfassungsgericht suspendiert werden sollte. Der Hauptimpuls der Gründung dieser Vereinigungen kam von der linken Unabhängigkeits-Partei ERC, doch auch Mitglieder anderer Organisationen, wie die Jugendlichen der PDeCAT, Mitglieder von Òmnium Cultural und der katalanischen Nationalversammlung ANC schlossen sich an.
Nach dem 1-O waren die Komitees die Protagonisten der Demonstrationen und Proteste gegen die Nationalpolizei sowie die Guardia Civil und wurden für den Generalstreik vom 3. Oktober in Streikkomitees umgewandelt.
Mittlerweile haben sich auch im Ausland lebende Katalanen vielerorts in CDRs zusammengefunden, um zum Beispiel Informationsveranstaltungen und Demonstrationen zu organisieren und damit auf die Situation in Katalonien hinzuweisen und darüber aufzuklären. Ebenfalls haben sich parallel zu den CDRs verschiedene Initiativen gegründet, wie zum Beispiel das Solidaritätscomité Katalonien. Ende November haben auch Anhänger des FC Barcelona ein eigenes CDR, das CDR BARÇA, ins Leben gerufen.
Es gibt eine laufende gerichtliche Untersuchung des Spanischen Nationalen Gerichtshofes, der die Implikation und Unterstützung der CDR durch den Russischen Geheimdienst zur Destabilisierung Spaniens untersucht.

## Nationale Organisation
Nach der Erklärung und der anschließenden Suspendierung der Unabhängigkeit durch Carles Puigdemont und der Androhung der Anwendung von Artikel 155 der spanischen Verfassung trafen sich neunzig Vertreter der einzelnen lokalen CDRs in Sabadell, um zukünftige Mobilisierungen zu koordinieren. Während der Veranstaltung, an der etwa zweihundert Zuschauer teilnahmen, wurde bestritten, dass die Organisationen der CUP nahe stehen, und man hob ihren transversalen Charakter hervor.

## Struktur
Laut den Listen, die die Organisation aktualisiert hält, gibt es 255 territoriale Gruppen, verteilt auf verschiedene Bezirke und Viertel (in einer Pressemitteilung nach der 4. offiziellen Sitzung am 4. November wurde eine Zahl von 175 angegeben), verteilt auf das gesamte Gebiet der katalanischen Länder, in der Mehrheit in der Autonomen Provinz Katalonien, doch auch auf den Balearischen Inseln und in der Provinz Valencia.
In der Mitteilung hieß es weiter, dass der organisatorische und der operative Teil, schnell, aber effektiv, vereint wurden und dass man in direktem Kontakt mit anderen Unabhängigkeitsorganisationen und Gewerkschaften stehe. 
Die Struktur ist transversal und vereint Mitglieder verschiedenster Organisationen und Parteien mit der gleichen Ideologie. Die einzelnen Orts- und Nachbarschaftsversammlungen können absolut unabhängig agieren und sind nicht verpflichtet, Vorschläge auf nationaler Ebene zu akzeptieren. Die einzelnen Gruppen koordinieren sich, repräsentiert durch einen demokratisch gewählten Verantwortlichen auf lokaler Ebene, und wählen ebenfalls einen Sprecher für die Teilnahme an den nationalen Versammlungen.

## Mobilisierungen

### 1. Oktober 2017
In den Tagen vor der Durchführung des Referendums über die Unabhängigkeit Kataloniens am 1. Oktober begannen die AMPAs und Nachbarn jedes Wahllokals selbstorganisiert, Aktivitäten nach dem Ende des Freitags-Unterrichts, um zu verhindern, dass die Schulen von den Mossos d’Esquadra versiegelt werden.
In letzter Minute, als sich viele Bürger bereits spontan selbst organisiert hatten, um hunderte Schulen zu besetzen, riefen ebenfalls verschiedene Unabhängigkeitsorganisationen und Institutionen, die der katalanischen Regierung nahe stehen, dazu auf, die Schulen, die als Wahllokale fungieren sollten, das gesamte Wochenende zu besetzen. Zuvor wurde lediglich empfohlen, bereits am Sonntagmorgen ab 5 Uhr Schlangen vor den Wahllokalen zu bilden, mit dem Ziel, die Schließung zu verhindern, wie es der Richter des Obersten Gerichtshofs angeordnet hatte. Diesem Aufruf folgend, wurden in den Schulen ab Freitagnachmittag und während des gesamten Samstages verschiedenste Freizeitaktivitäten durchgeführt.
Während des gesamten Tages des Referendums blieben hunderte von Bürgern in den Schulen, in denen sie gewählt hatten, um sie vor den Angriffen der Policia Nacional, die in vielen Wahllokalen im Laufe des Tages stattfanden, zu schützen. Wenige Stunden vor der Schließung der Wahllokale, trotz des Verbleibs von teilweise hunderten von Bürgern, wurde noch einmal dazu aufgerufen, die Schulen „zu verteidigen“, um zu verhindern, dass die Polizei die vollen Wahlurnen beschlagnahmt bzw. die Auszählungen stören könnte. Im Laufe des Tages hatte die Policia Nacional einige Wahllokale geschlossen.
Diese gesamten Mobilisierungen wurde zwar von den verschiedenen Unabhängigkeits-Organisationen und -parteien organisiert, doch auch die kurz zuvor von den Bürgern gegründeten Komitees zur Verteidigung des Referendums hatten einen sehr großen Anteil an der Durchführung und der Koordination.

### 3. Oktober 2017
Am 3. Oktober riefen die Streik-Ausschüsse diverser Gewerkschaften, wie CGT, CNT, COS, I-CSC und IAC, zu einem Generalstreik auf. Gründe der Proteste waren die Verletzung der Menschenrechte und die Verschlechterung der Arbeitsbedingungen an unterschiedlichen Arbeitsplätzen, hervorgerufen durch das harte Vorgehen der Policia Nacional und der Guardia Civil während der sogenannten „Operation Anubis“. Diese hatte das Ziel, das von der katalanischen Regierung angesetzte Referendum zu verhindern.
Die Komitees zur Verteidigung des Referendums hatten sich, genauso wie zwei Tage zuvor, am frühen Morgen selbst organisiert und wichtige Hauptverkehrsstraßen des Landes an verschiedenen Punkten blockiert. Die wichtigste Autobahn von und nach Barcelona, die AP-7 wurde an verschiedenen Punkten der Region Girona und Penedès blockiert, ebenfalls die AP-2 auf Höhe von Molins de Rei, sowie die C-32 auf der Höhe von Sitges und die C-25 bei Vic. Rund 15 Hauptverkehrsstraßen und die Zugänge nach Frankreich und Andorra wurden vor 8 Uhr unterbrochen. Auf den betroffenen Autobahnen kam es zu Staus bis zu 10 km. Des Weiteren wurde der Verkehr im Stadtzentrum von Barcelona durch zahlreiche Demonstrationen stark beeinträchtigt.

### 8. November
Die am 8. November von der Gewerkschaft Inter-CSC ausgerufenen Proteste richteten sich vorrangig gegen die Verschlechterung der „sozialen Rechte“, die zunehmende Arbeitsplatzunsicherheit und gegen die Gesetzesverordnung 15/2017 die von der spanischen Regierung erlassen wurde, um den Weggang von Unternehmen aus Katalonien in andere autonome Regionen Spaniens zu erleichtern.
Dieser Tag zeigte, dass die CDRs in der Lage sind, eine solche Aktion zu koordinieren, und man konnte demonstrieren, dass die Kontrolle des Landes entscheidend ist und es mit nur wenigen tausend Menschen möglich ist, sowohl alle wichtigen Verkehrswege Kataloniens als auch die Grenzen nach Valencia, Aragonien und Frankreich zu beeinträchtigen.
Bereits in den frühen Morgenstunden wurden von zahlreichen CDRs mehrere Autobahnen und Nationalstraßen blockiert. Zu den folgenreichsten Blockaden kam es auf der AP-7 auf Höhe der Borrassà (Alt Emporda), in der Nähe der Mautstelle von Figueres, um auf unbestimmte Zeit die Grenze zu beeinträchtigen. Diese Blockaden wurden aufrechterhalten, bis gegen 22.00 Uhr Einsatzkräfte der Policia Nacional und der Mossos d’Esquadra an den Blockaden eintrafen. Die Verantwortlichen des CDR entschieden daraufhin, den Streik einzustellen, um gewaltsame Konfrontationen mit der Polizei zu verhindern. Trotz Allem blieben einige Demonstranten vor Ort, die daraufhin von der Polizei entfernt wurden.